# Stefan Waid

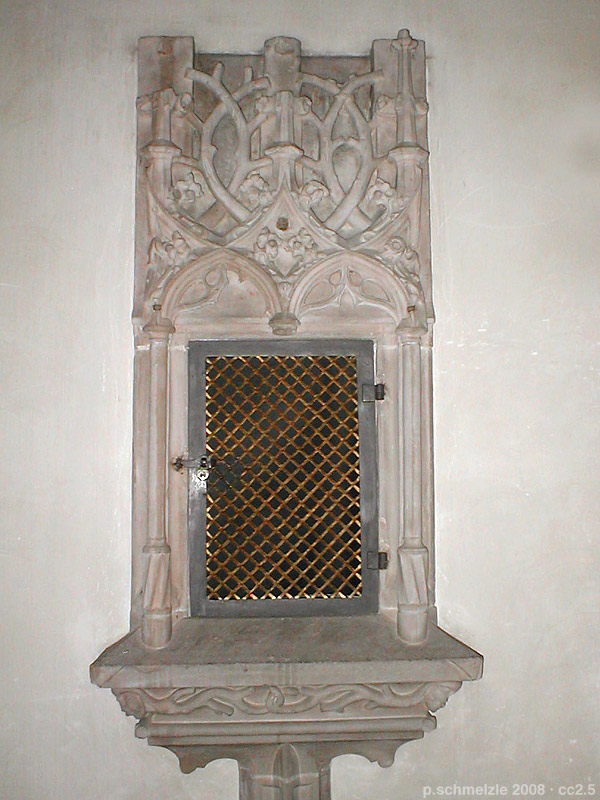
Sakramentshaus mit Maßwerk und Steinmetzzeichen von Dionysius Böblinger

Stefan Waid, früher üblicherweise Stephan Waid, (* vermutlich Walddorf; † 1504 in Konstanz) war ein Steinmetz und Baumeister am Konstanzer Münster. Ab 1487 verheiratet mit Ursula, geb. Böblinger (Beblinger), der Tochter des Hans Böblinger der Ältere.
Im Jahre 1485 arbeitete Waid an der Esslinger Katharinenkirche unter Matthäus Böblinger und mit dessen Bruder Lux Böblinger zusammen. Des Weiteren arbeitete er an der Vergrößerung des Kirchenschiffs der St.-Ulrichs-Kirche in Stockheim mit. Waid wurde lange Zeit als alleiniger Baumeister dieser Kirche angesehen; er war jedoch lediglich bei seinem Schwager Dionysius Böblinger beschäftigt, dessen Steinmetzzeichen über der Tür des alten Sakramentshauses entdeckt wurde. 1494 sendet Esslingen auf Ansuchen der Stadt ihren Baumeister Stephan Waid als Gutachter nach Reutlingen. Bekannt ist der spätgotische Taufstein in der Michaelskirche Wangen von 1495. Waid wurde Werkmeister des Konstanzer Münsters und starb in Konstanz im Jahre 1504.